# Cypripedium irapeanum
La Orquídea Pelicano (Cypripedium irapeanum) es una especie del género Cypripedium dentro de la familia Orchidaceae. 

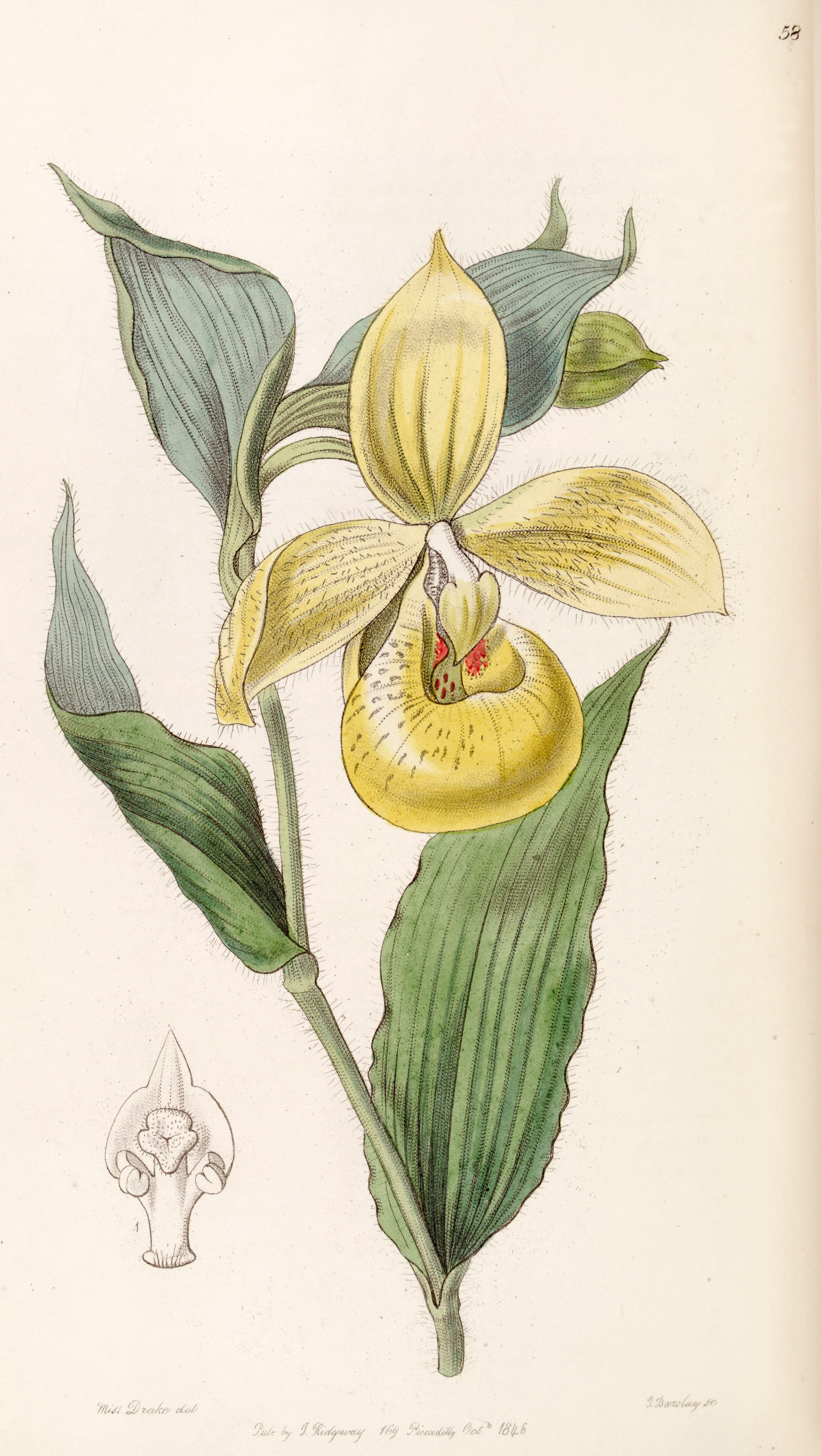
Ilustración

## Descripción
La planta alcanza un tamaño de 1 a 1,5 m de altura, y es pubescente con las hojas elípticas a lanceoladas y caulinares en un solo tallo. Las vistosas flores amarillas miden 12 cm y se abre desde abajo hacia arriba en un racimo de una a ocho flores. El labio tiene forma de globo. Se propaga tanto por rizomas o por las muchas semillas diminutas que son impulsadas a partir de una cápsula que entra en erupción desde el ovario inferior.
Algunas personas han reportado una dermatitis de contacto después de manipular estas plantas, y son extremadamente difíciles de cultivar ya que dependen de un hongo simbiótico de los nutrientes.

## Distribución y hábitat
Es originaria de México desde Durango hasta Honduras. Se encuentran en los bosques de pino y bosques mixtos de roble en las laderas de piedra caliza con buen drenaje y en áreas con suelos de arcilla volcánica y que son ricos en metales. Se pueden encontrar en algunas áreas, en grupos de cientos de individuos. Florecen desde principios de junio hasta finales de julio.

## Taxonomía
Cypripedium irapeanum fue descrita por Juan José Martínez de Lexarza y publicado en Novorum Vegetabilium Descriptiones 2(Orch. Opusc.): 10. 1825.
Etimología
El nombre del género viene de « Cypris», Venus, y de "pedilon" = "zapato" ó "zapatilla" en referencia a su labelo inflado en forma de zapatilla.
Sinonimia
- Cypripedium lexarzae Scheidw. (1839)
- Cypripedium splendidum Scheidw. (1839)
- Cypripedium turgidum Sessé & Moc. (1890)
- Cypripedium luzmarianum R. González & R. Ramírez (1992)[6][7]